# 月神樂
《月神樂》（月神楽）為日本遊戲公司Studio e.go!（通稱ego）於2007年12月21日發售的戰略類型成人遊戲。繼《夏神樂》及《鬼神樂》後第三款神樂系出品，但故事本質仍是獨立的。承接神樂系列，本作依舊走巫女鬼畜及凌辱的劇情，而且在戰鬥系統上比前作更為完滿，難度也略為下降。日本發售時的特別版的特典附帶前作《夏神樂》及《鬼神樂》，以及CD。

## 故事簡介
位於N縣十六夜市中，有一座國內數一數二的靈山「王臨山」。當中在這裡守護靈山的月杜神社與欲爭奪靈山豐富靈脈的千蟲姫的戰鬥持續了數年，兩方難分勝負。主角飛天丸為千蟲姬的得力下人，其身為天狗和人混血的半妖，與神社的兩名巫女姊妹清家穂乃香及清家澄佳相互對立為敵。某夜天空有一絲異樣，飛天丸從千蟲姬處聽到了從沒有過的巫女的神諭。當晚與清家姊妹的激烈戰鬥中，千蟲姬的預言靈驗了。天空中突然浮現出大量的幽靈船，異界的妖魔們來襲了。而妖魔們的目標恰恰和飛天丸眾人相同，那就是佔有這座靈山。面對突然出現的異界之敵，飛天丸和巫女姐妹在驚慌失措當中，只好聯合起來對抗第三方西洋妖魔。飛天丸回到千蟲姬身邊後，千蟲姬指示他「不要讓那些異界的妖怪們破壞了這座靈山，將他們趕回異界去。如果覺得勢單力薄，就暫時和月杜聯盟。」靈山是最重要的，在這一點上雙方達成了共識。千蟲姬和月杜神社達成協議，暫時休戰。自此飛天丸和仇敵月杜巫女姐妹聯手展開和這批來自西方的妖魔的戰鬥…

## 登場人物

### 主要角色
飛天丸／藤原晴彥（聲：秋葉葉）
主角，天狗與人類混血之子。母親為退魔師，與天狗一戰中敗北並受孕，故而產下他。年少時受盡村民虐待，後來千蟲姬到來殺光全村人，並收他為手下。平常身着和服及配戴假面，真名已經廢棄。
表面上平時是一副很隨和的樣子，為人彬彬有禮，讓同類所討厭的類型。化名為藤原晴彥以學生身份來往於下界的學園，進行著靈脈的調查。會用天狗之力及法術，能夠以性交來治療受妖氣感染的女體。
千蟲姬（聲：草柳順子）
隱居在深山暗黑神殿中的媛巫女。冷峻、超然、傲慢、無所畏懼，但為人率直爽快，最喜歡對飛天丸進行愛之鐵拳修正。通過某儀式而變成體內有無數蟲子寄生，圖謀復活妖力和擊敗月杜神社，佔取玉臨山豐富的靈脈。本性是蜈蚣，通稱千大人（ちぃ様）。雖然靈力高強，但從不會認真仔細，所以選擇最方便的性交來進行契約。對於性事樂在其中毫不羞恥，永遠凌駕在男主角之上的女性。
清家穗乃香（聲：芹園宮）
月杜神社的巫女，世代守護這片土地靈脈的清家一族之女。使用神樂鈴，是清家的正式繼承人，著物為紅袴。行動派的好人，留意上什麼事情就會進行到底的優良性格。做什麼事情都很認真，但是有些過於勉強。腦筋不是太好，總會無意間向飛天丸洩漏神社情報。標準的天然呆，動不動便會慌張失措，而且常常不自覺下發出高分貝的說話聲。就巫女一職而言，她並不合格，完全比不上妹妹。其實小時靈力極高，卻在某次事件中大暴走，因而封印起來。
清家澄佳
月杜神社的巫女，世代守護這片土地靈脈的清家一族之女。雖然是妹妹，卻有著比姐姐更高的戰鬥力及智慧，同樣身穿紅袴。對家族的囑咐唯命是從，十分聽話的女兒。雖然不是很冷漠的人，但是卻不會感動。雖說是個高靈力的美女，但是感情匱乏。身為實戰派的月杜神社巫女，她的身手也非常了得。武器為扇子。對沒什麼長處的姐姐穗乃香漠視，言談間也不分尊卑，然而穗乃香從不介意。其實內心深處還是十分珍視姐姐。在校園內有「番長」之稱，傳說為打遍無數不良高中少年的絕色美人，亦因此常常招來不必要的麻煩。
曾困在洞窟中展開長達一個月的精神修練，故而有恐懼黑暗的心病。

### 敵方角色
Sacubas
西方妖魔陣營的部下之一，多次對飛天丸等人下手。身世與飛天丸相近，同樣在小時候受人類迫害，後來由Afa救出。要說唯一與飛天丸不同的，前者討厭人類及退魔師，而她卻喜好男色。
會吸取男人精氣來增強力量。
Afa
西方妖魔陣營之首，意圖侵佔王臨山的靈脈。

### 其他角色
佐藤
學園中的男同學，情報來源之一。
神主
月杜神社的主持，直接命令清家姊妹戰鬥。對千蟲姬一方一直不信任，認為妖怪都是邪惡的，所以對雙方的盟約漠視。
白雲齋
飛天丸之父，當年侵害其村的高級天狗，力量也比飛天丸及清家姐妹強很多。

## 工作人員
- 原畫：山本和枝[3]
- 劇本：寺岡健治
- 音樂：佐々倉マコト
- 企劃/監督：MIC

## 主題歌
作/編曲：不知火つばさ　作詞/歌：Riryka

## 外部連結
- Studio e.go!（日語）
- Studio e･go! （页面存档备份，存于）（日語）